# Patrick Carney (Basketballspieler)
Patrick Terence Carney (* 21. Juli 1985) ist ein ehemaliger US-amerikanisch-irischer Basketballspieler.

## Laufbahn
Als Schüler spielte Carney Basketball an der El Toro High School im Ort Lake Forest in seinem Heimatland USA sowie anschließend von 2003 bis 2007 auf Universitätsniveau an der Chapman University in der Stadt Orange in der dritten Division der NCAA. Für die Mannschaft Chapmans erzielte er in vier Jahren 1601 Punkte und reihte sich zum Zeitpunkt seines Weggangs 2007 auf dem dritten Platz der ewigen Korbjägerliste der Hochschulmannschaft ein.
Als Berufsbasketballspieler war Carney ab der Saison 2008/09 zunächst in der 2. Regionalliga bei den Velbert Baskets tätig. Mit dem Verein schaffte er 2010 den Aufstieg in die 1. Regionalliga. 2011 verließ Carney Velbert und wechselte zum ETB Essen in die 2. Bundesliga ProA.
Nach einem Jahr in Essen wurde Carney von Citybasket Recklinghausen unter Vertrag genommen und spielte für den Verein im Spieljahr 2012/13 in der 2. Bundesliga ProB, ehe er nach Essen und damit in die ProA zurückkehrte. Während er in Recklinghausen mit annähernd 20 Punkten pro Partie einer der besten Korbschützen der Liga war, blieb er in Essen wie bereits im Spieljahr 2011/12 ein Ergänzungsspieler. Im Juli 2014 erhielt Carney die irische Staatsbürgerschaft.
Im Spieljahr 2014/15 verstärkte Carney den FC Schalke 04 in der Regionalliga, am Saisonende wechselte er zum BC Winterthur in die zweite Schweizer Liga. Während der Sommerpause 2015 wurde er beim SSV Lokomotive Bernau (damals Regionalliga) als Neuzugang vermeldet, es kam aber noch vor dem Saisonbeginn aus familiären Gründen zur Vertragsauflösung, Carney kehrte zum FC Schalke zurück. Mit den „Königsblauen“ stieg er im Frühjahr 2016 als Meister der 1. Regionalliga West in die 2. Bundesliga ProB auf. Er wurde in der Meistersaison vom Internetdienst eurobasket.com zum „Spieler des Jahres“ der 1. Regionalliga West gekürt. Im Spieljahr 2017/18 stieß Carney, der „auf Schalke“ das Amt des Mannschaftskapitäns übertragen bekam, mit S04 ins Halbfinale der ProB vor, was im Nachhinein den Aufstieg in die 2. Bundesliga ProA bedeutete, da Meister Elchingen keine ProA-Lizenz beantragte.
Im Sommer 2019 trat Carney als Profispieler zurück und wurde hauptamtlicher Jugendtrainer beim FC Schalke. Im Laufe der Saison 2019/20 übernahm er zusätzlich die Aufgabe des Co-Trainers von Schalkes Zweitligamannschaft. In der Sommerpause 2021 schloss sich Carney als Spieler dem Regionalligisten ETB Essen an, für den er bereits zu Zweitligazeiten auflief. Im Juni 2023 beendete Carney seine Spielerlaufbahn.
Carney nahm im August 2023 ein Angebot des Zweitligisten Dresden Titans an, bei dem er Co-Trainer wurde. 2024 stieß er zusätzlich als Co-Trainer zum Stab der deutschen U20-Nationalmannschaft. Seine Amtszeit in Dresden endete mit dem Abschluss der Saison 2025/26.
Carney wechselte zur Saison 2025/26 zum Zweitligisten BG Göttingen, um dort wie in Dresden als Co-Trainer von Fabian Strauß zu arbeiten.